# Przyjezierze (powiat gryfiński)
Przyjezierze – (niem. Butterfelde), wieś w Polsce położona w województwie zachodniopomorskim, w powiecie gryfińskim, w gminie Moryń
Wieś położona jest nad jeziorem Morzycko, 2 km od Morynia. Na przełomie XVIII wieku utworzono tutaj domenę królewską.
W latach 1975–1998 miejscowość administracyjnie należała do województwa szczecińskiego.

## Zabytki
- Kościół Matki Bożej Częstochowskiej zbudowany w 1410 roku, przebudowany został na początku XIX wieku. Ma portal z dwoma półokrągłymi wgłębieniami. Chrzcielnica z 1820 roku została wykonana z drewna i pomalowana na biało. Dzwony: o średnicy 75 cm z 1804 roku i 64 cm z 1918 roku.
- Dwór z XVII wieku, przebudowany w XIX wieku w stylu klasycystycznym i powiększony o boczne skrzydła[4].